# José Maria Eça de Queiroz

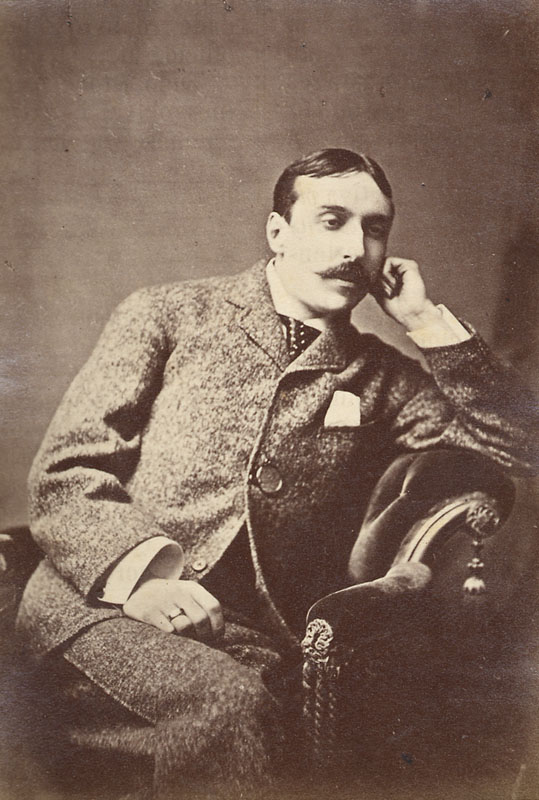
Eça de Queiroz, 1882

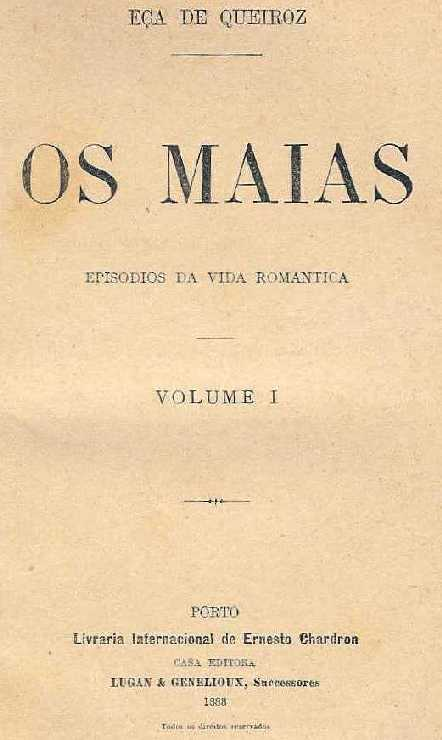
Os Maias Buch von José Maria Eça de Queiroz.

José Maria Eça de Queiroz (auch Queirós) (* 25. November 1845 in Póvoa de Varzim; † 16. August 1900 in Paris) war ein portugiesischer Schriftsteller und Diplomat.

## Leben
Eça de Queiroz studierte von 1861 bis 1866 Jura an der Universität Coimbra; gegen Ende dieser Zeit erschienen seine ersten literarischen Arbeiten in der Gazeta de Portugal. 1867 ließ er sich als Rechtsanwalt in Lissabon nieder. Anlässlich der Eröffnung des Sueskanals bereiste er 1869 den Nahen Osten. Ab 1870 bekleidete er ein Verwaltungsamt; 1872 wechselte er in den diplomatischen Dienst und vertrat Portugal als Konsul in Havanna, Newcastle (ab 1874), Bristol (ab 1878) und Paris (ab 1888).
Eça de Queiroz nahm Einflüsse der Romantik, des Realismus und des Naturalismus auf; er bewunderte die französische Literatur, insbesondere Honoré de Balzac und Gustave Flaubert. Kritiker hefteten ihm früh das Etikett eines „portugiesischen Zola“ an. Eça de Queiroz entwickelte einen leichten, ironischen, urbanen Erzählton; sein Stil zeichnet sich durch kurze Sätze aus, ganz im Gegensatz zu der rhetorischen Tradition der portugiesischen Literatur. Seine Sozialkritik gilt dem Erb-, Geld- und Amtsadel, dem er selbst entstammt, und insbesondere dem Klerus; wichtigstes Mittel seiner Kritik ist ein zuweilen sarkastischer Humor. Mehrere seiner Werke beschreiben Hauptfiguren, denen es trotz bester Voraussetzungen nicht gelingt, etwas aus ihrem Leben zu machen.
Mit seinem Roman O primo Basílio (deutsch: Vetter Basilio) erlangte er Weltruhm; die Geschichte der jungen Luísa ist einer der großen Liebes- und Verführungsromane des 19. Jahrhunderts und steht literarisch gleichberechtigt neben Theodor Fontanes Effi Briest, Gustave Flauberts Madame Bovary, Tolstois Anna Karenina oder Clarins La Regenta (deutsch: Die Präsidentin).

## Werke
- O Crime do Padre Amaro. (1875, Das Verbrechen des Paters Amaro) beschreibt die zerstörerischen Auswirkungen des Zölibats in einem charakterschwachen Priester, nebst fanatischen Reaktionen in einem provinziellen Städtchen.
  - Deutsch: Das Verbrechen des Paters Amaro. Übersetzt von Thomas W. Schlichtkrull. Mit einer Einleitung von Gerhart Pohl (= Universum-Bücherei für Alle, Band 87). Neuer Deutscher Verlag, Berlin 1930 (erste deutsche Ausgabe, bearbeitet und gekürzt).
  - Neuübersetzung: Das Verbrechen des Paters Amaro. Übersetzt von Willibald Schönfelder (in der Reihe Romane der Weltliteratur). Aufbau-Verlag, Berlin 1954 (und weitere Ausgaben im Aufbau-Verlag).
- A Tragédia da Rua das Flores. (1877/78, postum 1982 erschienen), Porto 1982.
- O primo Basílio. (1878, Vetter Basilio) ist eine Satire auf die romantische Liebe.
  - Deutsch: Basilio. Übersetzt von Helmut Hilzheimer und Alrun Almeida Faria. In: José Maria Eça de Queiroz: Treulose Romane (in der Reihe Die Andere Bibliothek). Greno, Nördlingen 1988, ISBN 978-3-89190-243-1, S. 5–221.
  - Neuübersetzung: Vetter Basilio. Übersetzt von Rudolf Krügel. Insel Taschenbuch, Frankfurt am Main 2003, ISBN 978-3-458-34624-1.Vetter Basilio, Insel Taschenbuch Nr. 2924, 2003, ISBN 3-458-34624-4, deutsch auch unter dem Titel Treulose Romane, Nördlingen: Greno 1988, Reihe Die Andere Bibliothek, ISBN 978-3-89190-243-1.
- O Mandarim. (1880, Der Mandarin),
- A Relíquia. (1887, Die Reliquie): Die Erbtante schickt die nichtsnutzige Hauptfigur auf eine Pilgerfahrt ins Heilige Land; erzählerisches Glanzstück ist eine geträumte Zeitreise ins Jerusalem zur Zeit von Jesu Kreuzigung. Der Roman zeigt starke Ähnlichkeiten mit Die Memoiren des Judas von Ferdinando Petruccelli della Gattina, und einige Gelehrte beschuldigten Eça de Queiroz des Plagiats.[2]
- Os Maias. (1888, Die Maias) gilt als Eça de Queiroz’ Hauptwerk.[3] Es erzählt den Verfall einer Aristokratenfamilie.
  - Deutsch: Die Maias. Übersetzt von Rudolf Krügel. Aufbau-Verlag, Berlin 1963.
  - Neuübersetzung: Die Maias. Episoden aus dem romantischen Leben. Übersetzt von Marianne Gareis. Hanser, München 2024, ISBN 978-3-446-28126-4.
- A Ilustre Casa de Ramires. (1900): ironisiert einen schwachen Provinz-Intellektuellen, der versucht, über einen heldenhaften Vorfahren zu schreiben.
  - Deutsch: Das berühmte Haus Ramires. Übersetzt von Rudolf Krügel. Aufbau-Verlag, Berlin 1962.
  - Neuausgabe mit einem Nachwort von Peter Demetz: Piper, München 1990, ISBN 3-492-11140-8.
- A cidade e as Serras. (postum 1901) Kritik an der städtischen Hyperzivilisation und Liebeserklärung an die portugiesische Landschaft.
  - Deutsch: Stadt und Gebirg. Übersetzt von Curt Meyer-Clason. Manesse-Verlag, Zürich 1963.
  - Neuausgabe in der Reihe Manesse Bibliothek der Weltliteratur: Manesse-Verlag, Zürich 1988, ISBN 3-7175-1754-6.[4]
- José Matias ( 1897).
  - Deutsch: In: José Maria Eça de Queiroz: Erzählungen. Übersetzt von Otto Hauser. Manesse-Verlag, Zürich 1991, ISBN 3-7175-8177-5 (enthält auch: Der Gehenkte, 1895, und Adam und Eva im Paradies, 1897).
- A Capital. 1925 (postum).
  - Deutsch: Die Hauptstadt. Übersetzt von Rudolf Krügel. Aufbau, Berlin 1959.

## Verfilmungen
Die Werke Eça de Queiroz’ wurden häufig verfilmt, vor allem für das portugiesische Kino, aber auch in anderen Ländern. Es folgt eine kleine Auswahl:
- 1923: O Primo Basílio; Regie: Georges Pallu (Werk: Der Vetter Basilio)
- 1959: O Primo Basílio; Regie: António Lopes Ribeiro (Werk: Der Vetter Basilio)
- 1968: Zlocin pátera Amara; Regie: Jaroslav Dudek (Werk: Das Verbrechen des Paters Amaro)
- 1969: Der Vetter Basilio; Regie: Wilhelm Semmelroth (Werk: Der Vetter Basilio)
- 1977: Dios bendiga cada rincón de esta casa; Regie: Chumy Chúmez (Werk: Der Vetter Basilio)
- 1979: Os Maias, vierteiliger RTP-Fernsehmehrteiler (Werk: Die Maias)
- 1983: A Tragédia da Rua das Flores (TV-Serie); Regie: Ferrão Katzenstein (Werk: der gleichnamige, erst posthum 1980 veröffentlichte Roman)
- 2001: Os Maias, Fernsehserie der brasilianischen TV Globo und der portugiesischen SIC mit 44 Folgen (Werk: Die Maias)
- 2002: Die Versuchung des Padre Amaro; Regie: Carlos Carrera (Werk: Das Verbrechen des Paters Amaro)
- 2005: O Crime do Padre Amaro; Regie: Carlos Coelho da Silva (Werk: Das Verbrechen des Paters Amaro)
- 2009: Eigenheiten einer jungen Blondine; Regie: Manoel de Oliveira (Werk: gleichnamige Erzählung aus einem Band von 1902)
- 2014: Os Maias: Cenas da Vida Romântica; Regie: João Botelho (Werk: Die Maias), 2015 auch Fernsehmehrteiler